# Plzeňská diecéze Církve československé husitské
Plzeňská diecéze Církve československé husitské je jedna z šesti diecézí CČSH, působících na území České a Slovenské republiky. Vznikla na základě rozhodnutí III. řádného sněmu CČS v roce 1950 vydělením z pražské diecéze. Její biskup sídlí v Plzni, aktuálně roku 2023 zastává tento úřad Lukáš Bujna. Diecéze provozuje Institut Plzeňské diecéze CČSH, který v roce 2016 po vzoru Ústřední rady CČSH vytvořila k publikační a charitativní činnosti a správě budov. Plzeňskou diecézi tvoří 3 vikariáty s 37 náboženskými obcemi, kancelář diecézní rady sídlí na adrese Husova 1, 301 00 Plzeň. Významným místem diecéze je náboženská obec v Mirovicích, kde se nachází Centrum duchovní obnovy a pořádají se tam významné církevní události.

## Seznam biskupů
- Arnošt Šimšík (1950–1958)
- Antonín Urban (1958–1967)
- Jaroslav Fialka (1968–1988)
- Milan Semilský (1988–1998)
- Michael Moc (1998–2012)
- Filip Michael Štojdl (2012–2023)
- Lukáš Bujna (2023 – dosud)

## Vikariáty a náboženské obce

### Vikariát České Budějovice
• České Budějovice • České Budějovice-Čtyři Dvory • České Budějovice-Rožnov • České Budějovice-Suché Vrbné • Český Krumlov (sídlo v Suchém Vrbném) • Husinec • Kaplice (sídlo v Besednici) • Křemže • Rudolfov • Trhové Sviny

### Vikariát Plzeň
• Horažďovice • Cheb • Karlovy Vary • Klatovy • Kralovice • Mariánské Lázně • Mladotice • Plzeň-východ • Plzeň-západ • Rokycany-Nové Město • Sokolov • Tachov

### Vikariát Tábor
• Blatná • Březnice • Chotoviny • Chýnov • Jindřichův Hradec • Kasejovice • Malšice • Milevsko • Mirovice • Pacov • Písek • Strakonice • Tábor • Vodňany